# Киосоква
Киосоква (енгл. Keosauqua) град је у америчкој савезној држави Ајова. По попису становништва из 2010. у њему је живело 1.006 становника.

## Демографија
Према попису становништва из 2010. у граду је живело 1.006 становника, што је -60 (-5.6%) становника више него 2000. године.
| Група             | 2000.         | 2010.       |
| Белци             | 1.050 (98,5%) | 979 (97,3%) |
| Афроамериканци    | 2 (0,2%)      | 4 (0,4%)    |
| Азијати           | 3 (0,3%)      | 9 (0,9%)    |
| Хиспаноамериканци | 1 (0,1%)      | 11 (1,1%)   |
| Укупно            | 1.066         | 1.006       |